# ハルドー・スコール
ハルドー・スコール（Halldor Skård、1973年4月11日 - ）は、ノルウェー、オスロ出身の元ノルディック複合選手。

## プロフィール
1992年のノルディックスキージュニア世界選手権個人で金メダルを獲得。
1995年ノルディックスキー世界選手権で銀、1997年ノルディックスキー世界選手権で金と団体で2個のメダルを獲得した。
1998年長野オリンピックで団体金メダルを獲得した。
ノルディック複合・ワールドカップでは通算1勝(2位2回3位2回)、総合では1995/96シーズンに5位となったのが最高位である。